# Episodi di Grani di pepe (terza stagione)
La terza stagione della serie televisiva Grani di pepe è stata trasmessa in Germania dal 3 gennaio al 21 gennaio 2003.
| Nº | Titolo originale                  | Titolo italiano            | Prima TV Germania | Prima TV Italia |
| -- | --------------------------------- | -------------------------- | ----------------- | --------------- |
| 1  | Crash, Boom, Bäng!                | Crash, Boom, Bang          | 2 gennaio 2003    |                 |
| 2  | Börsenfieber                      | Febbre d'affari            | 6 gennaio 2003    |                 |
| 3  | Tafelraub                         | Truffa alla Santa Caterina | 7 gennaio 2003    |                 |
| 4  | Partycrasher                      | La banda della pizza       | 8 gennaio 2003    |                 |
| 5  | Der Schlitzer von der Elbchaussee | Il taglialberi             | 9 gennaio 2003    |                 |
| 6  | Lampenfieber                      | Luci della ribalta         | 10 gennaio 2003   |                 |
| 7  | Kampf um Hoppetosse               | Concorrenza sleale         | 13 gennaio 2003   |                 |
| 8  | Der Zeuge                         | Il testimone               | 14 gennaio 2003   |                 |
| 9  | Tödlicher Müll                    | Smaltimento rifiuti        | 15 gennaio 2003   |                 |
| 10 | Der Chip                          | Il microchip               | 16 gennaio 2003   |                 |
| 11 | Weißes Gold                       | Tè cinese                  | 17 gennaio 2003   |                 |
| 12 | Katja unter Verdacht              | Sotto accusa               | 20 gennaio 2003   |                 |
| 13 | Diamantenfieber                   | Furto di diamanti          | 21 gennaio 2003   |                 |

## Crash, Boom, Bang
- Scritto da: Jörg Reiter
- Diretto da: Matthias Steurer

Con Anne in viaggio di lavoro e Jochen all'ospedale per via di un'aggressione, tocca a Fiete gestire temporaneamente l'azienda di famiglia. Infatti, quando Vivi sorprende e mette in fuga due ladri che cercavano di rubare dei fumetti da una cassa all'interno del quartier generale, il fratellone, preso dagli affari, si rifiuta di aiutarla. Sta quindi a Cem mettersi all'opera e a scoprire che quegli albi a fumetti sono dei rari esemplari degli anni 30 e che negli Stati Uniti risultano come rubati. Di lì a poco, però, Vivi viene rapita e i malviventi chiedono i fumetti come riscatto. Tuttavia i Grani di pepe riescono ugualmente a tender loro una trappola e ad arrestare la loro fuga grazie all'aiuto di uno spray urticante. 

## Febbre d'affari
- Scritto da: Jörg Reiter
- Diretto da: Matthias Steurer

In occasione del suo compleanno Cem riceve una particolare lettera scritta anni prima dal suo defunto papà oltre alla possibilità di usare a suo piacimento 10.000 euro che questi gli aveva lasciato. Un compagno di scuola più grande di nome Gonzo, in guai finanziari a causa di giochi in borsa andati male, lo viene a sapere e cerca di conquistarsi la fiducia di Cem per convincerlo ad investire in azioni. Gonzo cerca anche di incastrare Jana tentando di farla risultare colpevole di taccheggio, ma tramite le telecamere di videosorveglianza viene scoperto dai Grani di pepe, i quali corrono in banca per mostrare a Cem la vera natura del suo nuovo amico. Cem si rende così conto che Gonzo lo voleva solamente imbrogliare e decide di tenere il denaro per pagarsi in futuro gli studi per diventare medico.

## Truffa alla Santa Caterina
- Scritto da: Angela Gerrits
- Diretto da: Matthias Steurer

Jana deve fare da babysitter al suo neonato fratellastro Janni, ma non ha tempo in quanto è impegnata con un tirocinio per la scuola presso la mensa della chiesa di Santa Caterina. Non appena la ragazza vede un furgoncino che porta il nome della mensa, pensa di chiedere un passaggio per lei ed il fratellino, ma, messo Janni nel bagagliaio, quando Jana va a parlare con l'autista, questo non la ascolta e parte. Jana, disperata, corre così dal pastore per chiedere informazioni su quel furgone, ma scopre che esso non appartiene realmente alla mensa e che quindi si tratta di un impostore. I Grani di pepe, recatisi dal fornitore presso il quale il furgoncino si è rifornito di carne, ottengono il numero di telefono del furfante e gli tendono una trappola. Una volta scoperto che egli altri non è che il tirchio gestore di un ristorante, la squadra vi si reca e trova Janni accudito dalla cuoca.

## La banda della pizza
- Scritto da: Sonja Sairally
- Diretto da: Andrea Katzenberger

Fiete sta dando la prima grande festa della sua vita quando sul più bello compaiono quattro tipi a viso coperto e vandalizzano tutto. All'arrivo della polizia la gang è già fuggita, e dietro di loro è corso anche Frederik, un ragazzo per cui Jana ha una cotta nonché l'unico estraneo invitato alla festa. I sospetti pertanto ricadono su di lui, anche se Jana è convinta della sua innocenza. I Grani di pepe, dopo averlo tenuto d'occhio e scoperto che Frederik appartiene davvero alla gang, decidono dunque di inscenare una festa fittizia allo scopo di incastrare i vandali. Jana stessa finge di invitare Frederik, e così, come previsto, la gang si presenta nuovamente sul luogo dei festeggiamenti e iniziano a vandalizzarlo. Lì però sono attesi dai Grani di pepe e dalla polizia, che, dopo aver raccolto le prove necessarie, procede ad arrestarli. 

## Il taglialberi
- Scritto da: Astrid Ströhler
- Diretto da: Andrea Katzenberger

Durante una passeggiata in un parco Jana e Natascha sorprendono e mettono in fuga un uomo intento a segare un albero. Allo scopo di evitare che la cosa si ripeta Cem aiuta dunque Jana a sorvegliare la zona, ma, quando questa riesce a riprenderlo con la sua videocamera, il taglialberi riesce nuovamente a scamparla sottraendogliela. Durante le indagini i Grani di pepe vengono a sapere che quell'uomo taglia già da anni gli alberi che ostruiscono la vista dell'Elba ad alcune villette, e, grazie ad un identikit creato da Cem grazie alla descrizione di Jana, scoprono che si tratta dell'agente immobiliare di Elizabeth. Con l'aiuto di quest'ultima, i Grani di pepe si intrufolano ad una festa organizzata a casa di lui; quando Jana ritrova la sua videocamera viene aggredita dal taglialberi, ma il resto della truppa la riesce a trarre in salvo e mette lui alla berlina davanti a tutti gli invitati.
Questo episodio ha vinto il primo premio al KinderKom - Merano TV Festival del 2003 nella categoria "miglior programma per ragazzi".

## Luci della ribalta
- Scritto da: Sonja Sairally
- Diretto da: Klaus Wirbitzky

Natascha fa il suo tirocinio scolastico presso una compagnia teatrale ed assiste con Vivi alle prove, quando la protagonista ha un incidente e si rompe il ginocchio. Natascha, che per forza di cose conosce a memoria tutte le battute, viene scelta per sostituirla, mentre le speranze di Vivi di ottenere un piccolo ruolo nello spettacolo vengono disattese. Poco dopo, Natascha sente dietro le quinte che qualcuno sta tramando per far fallire tutto lo spettacolo, ma non riesce ad avvertire la regista della minaccia che incombe perché Vivi, convinta che sia stata proprio lei a farla fuori, mente ai genitori dell'amica e la fa mettere in punizione. I Grani di pepe si mettono però ugualmente all'opera: dopo aver trovato degli indizi che confermano i sospetti, Fiete e Cem si incontrano in segreto con Natascha e durante le prove generali riescono a dimostrare la colpevolezza di Paolo, l'aiuto regista.

## Concorrenza sleale
- Scritto da: Jörg Reiter
- Diretto da: Klaus Wirbitzky

Paul, un compagno di classe di Vivi, ha organizzato una festa sulla Hoppetosse, la barca turistica del papà Matten, quando a un certo punto il motore si rompe e l'imbarcazione è da buttare. Matten decide così di vendere la sua licenza al signor Wenning, proprietario di un'azienda di battelli turistici, e per Paul si prospetta un trasferimento ad Oldenburg. Vivi tuttavia sospetta si tratti di un sabotaggio, e rinviene sulla barca una moneta e il berretto di Tönnes, un ex dipendente da poco licenziato. I Grani di pepe scoprono così che Tönnes è d'accordo con il figlio del signor Wenning, il quale vuole rendere l'impresa del padre la più importante della zona, e cercano invano di fermare Matten prima che lui possa firmare il contratto. A firma ormai posta, Tönnes confessa il sabotaggio e il signor Wenning, ora al corrente dell'inganno, annulla l'accordo: la Hoppetosse è salva.
Questo episodio ha vinto il premio Goldener Spatz del 2003 nella categoria "miglior cortometraggio".

## Il testimone
- Scritto da: Jörg Reiter
- Diretto da: Klaus Wirbitzky

Jana incontra Timo, un ragazzo più grande per cui ha una cotta, presso lo studio legale della madre, in quanto deve testimoniare in un processo contro Richie, un compagno di scuola che vende armi ai ragazzini. All'uscita Timo viene però aggredito da Richie, e decide pertanto di portare con sé l'indomani a scuola una pistola per potersi difendere da lui; Richie, tuttavia, gliela sottrae e, dopo aver sparato dei colpi nell'aula di biologia, gliela rimette nello zaino al fine di incastrarlo. Quando Timo nota l'arma, Jana lo copre, ma viene beccata e si rifiuta di parlare quando viene interrogata dal preside. I Grani di pepe allora, con l'aiuto tecnologico di Cem, preparano una trappola, fanno confessare tutto a Richie e ne diffondono le parole tramite l'altoparlante della scuola. Sollevato dalle nuove prove, Timo testimonia contro Richie e Jana lo ricompensa baciandolo.

## Smaltimento rifiuti
- Scritto da: Jörg Reiter
- Diretto da: Klaus Wirbitzky

Jana, Fiete e Natascha trovano dei pesci morti in un canale e li fanno analizzare presso l'ospedale ai cui bambini Cem è solito fare compagnia. Dalle analisi i pesci risultano essere leggermente radioattivi, e i Grani di pepe si mettono immediatamente all'opera per testare le acque dell'Elba, finché, in prossimità del luogo con la più alta concentrazione di radioattività, Jana rinviene un portachiavi dell'ospedale e inizia a sospettare del signor Scheidt. Questi, infatti, si occupa dello smaltimento dei rifiuti speciali dell'ospedale, ma li fa gettare illegalmente nel fiume al fine di intascarsi i soldi della commissione e finanziare le proprie scommesse, da cui è dipendente. Scoperto, Scheidt tenta il suicidio, ma viene fermato in tempo da Cem, mentre gli Overbeck nel finale decidono di prendere in affido Johanna, una bimba del suo gruppo che altrimenti sarebbe finita in orfanotrofio.

## Il microchip
- Scritto da: Jörg Reiter
- Diretto da: Klaus Wirbitzky

Un pinguino dello zoo di nome Freddi ingoia un chip con dei preziosissimi dati appartenenti ad un'azienda che si occupa di microsistemi medici e viene per questo rapito da un uomo, ma Vivi e Fiete riescono a trarre in salvo l'animale e a portarlo al quartier generale, dove comprendono di trovarsi di fronte a un caso di spionaggio industriale. Vivi dimentica però la sua borsa allo zoo, e i malviventi hanno vita facile per rintracciarne l'indirizzo e rapire nuovamente Freddi. Questi tuttavia non notano che nel frattempo il pinguino aveva defecato il chip; i Grani di pepe, rinvenutolo, propongono dapprima uno scambio alle spie, salvando Freddi, e poi riescono a farle arrestare all'aeroporto. Da qui, Fiete e Natascha partono per uno scambio culturale in Australia, mentre di lì a poco anche Jana e Cem si trasferiranno a Berlino. Fiete, infine, dona a Vivi le chiavi del quartier generale: sarà lei il capo dei nuovi Grani di pepe.

## Tè cinese
- Scritto da: Katharina Mestre
- Diretto da: Klaus Wirbitzky

Vivi fa la conoscenza di Panda, un ragazzo di origini cinesi il cui padre ha bisogno del magazzino che i Grani di pepe utilizzano come quartier generale per conservare una spedizione di tè, e durante un litigio con lui rovescia inavvertitamente il contenuto di alcune casse. All'interno di una di esse i due trovano però un preziosissimo servizio da tè appartenuto all'ultimo imperatore cinese e da poco rubato da un museo di Shanghai. I documenti del servizio da tè sono però scritti in cirillico, e mentre Vivi chiede aiuto a Katja per la traduzione, Paul e Panda vengono aggrediti dal collaboratore del padre di Panda, Steffen, e dalla sua socia Hui. Sebbene Paul venga rapito e interrogato dai malviventi, Panda riesce a scappare e avvertire Uli, il quale tramite la targa del loro furgone può risalire ad essi e farli arrestare.

## Sotto accusa
- Scritto da: Katharina Mestre
- Diretto da: Klaus Wirbitzky

La classe di Vivi, Paul e Katja ha raccolto dei soldi da donare ad un orfanotrofio di San Pietroburgo, ma la busta con la donazione in denaro non è mai arrivata a destinazione e, essendo Katja l'incaricata alla spedizione, la classe sospetta di lei. Questa, offesa, matura la decisione di tornare dai suoi genitori, lascia una lettera agli zii e si intrufola all'interno di un camion merci per la Russia, ma, durante una sosta per il rifornimento del veicolo, resta bloccata in un'area di servizio. Nel frattempo Johanna, in uno dei suoi sogni premonitori, sogna che la donazione è stata intascata da qualche addetto delle poste; Vivi e Panda si mettono immediatamente ad indagare e ideano un piano per trovare il colpevole, mentre Paul, insieme all'amico di famiglia Otto, rintraccia Katja e la convince a tornare a casa.

## Furto di diamanti
- Scritto da: Katharina Mestre
- Diretto da: Klaus Wirbitzky

I Grani di pepe, in cerca di nuovi casi da risolvere, mettono un annuncio su un giornale e vengono contattati da un ricchissimo allevatore di bovini sudamericano, il quale vuole far sorvegliare la figlia dodicenne Pilar. Quest'ultima però ruba un prezioso collier di diamanti alla contessa Von Kastelberg allo scopo di donarlo in beneficenza, ma così facendo causa i sospetti della nobildonna nei confronti della signora delle pulizie. Paul, Panda e Katja, dopo averla seguita e fermata, convincono Pilar a restituire la refurtiva alla legittima proprietaria e con un piano ben congegnato la aiutano a far sì che nessuno, men che meno suo padre, scopra nulla dell'accaduto. Nel finale Pilar chiede scusa alla donna delle pulizie, mentre Vivi ha il suo primo appuntamento con Lasse, il ragazzo per cui ha una cotta.